# Legio I Flavia Constantia
Legio I Flavia Constantia (I Флавіїв Констанціїв легіон) — римський легіон часів пізньої імперії. Отримав назву на честь 2-ї династії (відома як династія Костянтина).

## Історія
Близько 354 року імператор Констанцій II, перебуваючи в Галлії після перемогли над узурпатором Магненцієм, наказав з загонів вексилапіїв Legio I Flavia Gallicana Constantia створити новий легіон, що отримав ім'я цього імператора. Додаткові частини були потрібні з огляду початку війни із перським володарем Шапуром II з династії Сасанидів.
Цей легіон брав участь у боях з персами до 358 року. Після цього залишився на сході Малої Азії, його завдання полягало в захисті кордонів імперії. У 360 році вексиларії легіону (разом з Legio I Parthica) обороняли місто Сингара (провінція Ассирія) від нападу Шапура II. Ці частини були повністю знищені, а полонені відправлені на північний схід Перської держави.
Проте відповідно до Notitia Dignitatum у 393–400 роках перебував на східних кордонах імперії, підпорядковуючись magister militum per Orientem (військовий очільник на Сході) у статусі комітатського (важкої піхоти). Тут він залишався близько до розділу імперії та утворення Східної Римської імперії.